# Monica Bonvicini

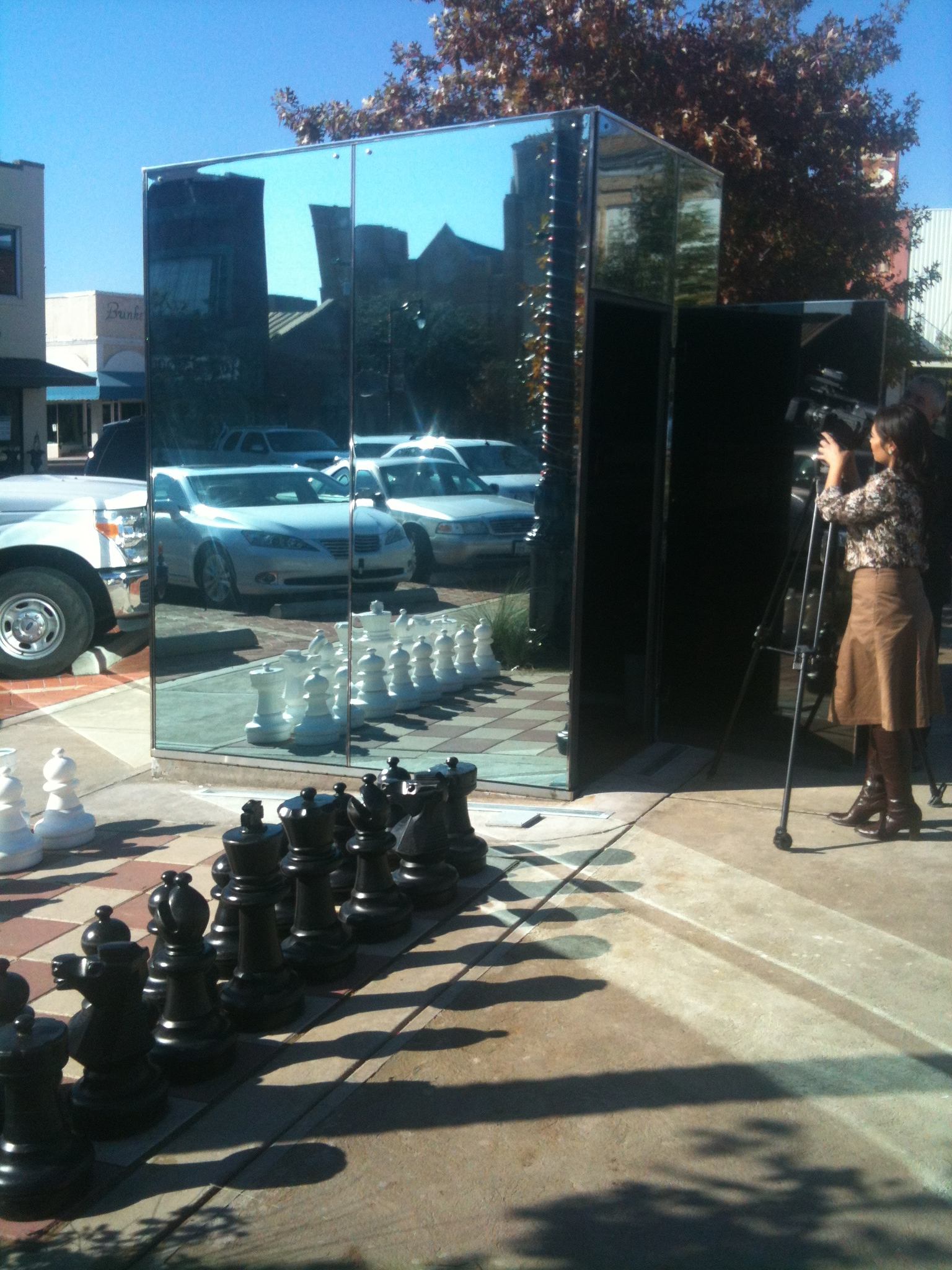
Una foto de Monica Bonvicini

Monica Bonvicini (Venecia, 3 de febrero de 1965) es una artista conceptual, escultora italiana contemporánea afincada en Berlín desde 1986.

## Trayectoria
Estudió artes en Berlín, y en el Instituto de las Artes de California en Valencia, California.
Ha sido profesora en la Academia de Bellas Artes de Viena y en la Universidad de las Artes de Berlín.